# جونيور ألونسو
جونيور أوسمار إغناسيو ألونسو موخيكا (بالإسبانية: Júnior Osmar Ignacio Alonso Mujica)‏ هو لاعب كرة قدم باراغواياني في مركز قلب الدفاع والظهير الأيسر ولد في يوم 9 فبراير 1993 في مدينة أسونسيون في الباراغواي، يلعب حالياً مع نادي ليل وسبق له اللعب مع نادي سيرو بورتينيو، في سنة 2016 بدأ باللعب مع منتخب البارغواي لكرة القدم ويبلغ طوله 185 سم.

## مسيرته الكروية
لعب جونيور ألونسو خلال مسيرته الاحترافية مع 4 أندية في تسعة مواسم وسجل خلالها 13 هدفًا ضمن 212 مباراة. ولم يفز بأي موسم بالكأس وفاز في ثلاثة مواسم بالدوري.
خاض جونيور ألونسو مسيرته مع نادي سيرو بورتينيو في موسم 2013 ليلعب معه أربعة مواسم، مشاركًا في 136 مباراة سجل خلالها 11 هدفًا. ثم انتقل إلى نادي ليل في موسم 2016–17 ولمدة موسمين، حيث شارك في 46 مباراة سجل خلالها هدفين. لينتقل بعدها إلى نادي بوكا جونيورز في موسم 2018–19 ولمدة موسمين، مشاركًا في 21 مباراة ولم يسجل أي هدف.

## روابط خارجية
- جونيور ألونسو على موقع قاعدة بيانات كرة القدم.إي يو (الإنجليزية)
- جونيور ألونسو على موقع ناشيونال فوتبول تيمز (الإنجليزية)
- جونيور ألونسو على موقع Soccerway.com (الإنجليزية)
- جونيور ألونسو على موقع عالم كرة القدم.نت (الإنجليزية)
- جونيور ألونسو على موقع AS.com (الإسبانية)